# Moldáv labdarúgó-bajnokság (első osztály)
A moldáv labdarúgó-bajnokság első osztálya (moldávul Divizia Națională) Moldova labdarúgásának legmagasabb osztálya. 1992-ben alakult meg, azt követően, hogy a Szovjetunió felbomlott, és az ország függetlenné vált. A bajnokságban 8 csapat szerepel, az utolsó hely a megszerzése jelenti a kiesést az élvonalból, az utolsó előtti helyen végző csapat osztályzót játszik a másodosztály a második helyezettel, amely jogosult lenne az élvonalban való szereplésre. [forrás?]

## A bajnokság rendszere
A bajnokság őszi-tavaszi lebonyolításban 8 csapat részvételével zajlott 2017-ig, amikor tavaszi-őszi rendszerre állt át a bajnokság, amelyet azóta naptári év szerint rendeznek meg. Az első körben minden csapat minden csapattal oda-visszavágós, körmérkőzéses rendszerben játszik egymással, egyszer pályaválasztóként, egyszer pedig vendégként. A 18. forduló utáni bajnoki sorrendnek megfelelően újabb körmérkőzéseket írnak ki, az új sorsolás szerint pedig minden csapat minden csapattal még egyszer – pályaválasztóként vagy vendégként – játszik.
A bajnokság végső sorrendjét a 28 bajnoki forduló mérkőzéseinek eredményei határozzák meg a szerzett összpontszám alapján kialakított rangsor szerint. A mérkőzések győztes csapatai 3 pontot, döntetlen esetén mindkét csapat 1-1 pontot kap. Vereség esetén nem jár pont. A bajnokság első helyezett csapata a legtöbb összpontszámot szerzett egyesület, míg az utolsó helyezett csapat a legkevesebb összpontszámot szerzett egyesület.
Azonos összpontszám esetén a bajnoki sorrendet az alábbi szempontok alapján határozzák meg:
1. az egymás ellen játszott bajnoki mérkőzések pontkülönbsége
2. az egymás ellen játszott bajnoki mérkőzések gólkülönbsége
3. az egymás ellen játszott bajnoki mérkőzéseken szerzett gólok száma
4. az egymás ellen játszott bajnoki mérkőzéseken „idegenben” szerzett gólok száma
5. a bajnoki mérkőzések gólkülönbsége
6. a bajnoki mérkőzéseken szerzett gólok száma
7. a bajnokságban elért győzelmek száma
8. sportszerűségi ranglista

A bajnokság győztese lesz a 2022–23-as moldáv bajnok, és a 7. osztályzón lép pályára, míg a 8. helyezett csapat kiesik a másodosztályba.

## Bajnoki dobogósok, gólkirályok
| Szezon    | Bajnokcsapat           | Ezüstérmes             | Bronzérmes             | Gólkirály(ok)                                                                                           | Gólok száma |
| --------- | ---------------------- | ---------------------- | ---------------------- | --- | ----------- |
| 1992      | Zimbru Chișinău        | Tiligul Tiraspol       | Bugeac Comrat          | Serghei Alexandrov (Bugeac Comrat), Oleg Flentea (Constructorul Chișinău)                               | 13          |
| 1992–1993 | Zimbru Chișinău        | Tiligul Tiraspol       | Moldova Boroseni       | Vladimir Kosse (Tiligul-Tiras Tiraspol)                                                                 | 30          |
| 1993–1994 | Zimbru Chișinău        | Tiligul Tiraspol       | Codru Călărași         | Vladimir Kosse (Tiligul-Tiras Tiraspol) (2)                                                             | 24          |
| 1994–1995 | Zimbru Chișinău        | Tiligul Tiraspol       | Olimpia Bălți          | Vladislav Gavriliuc (Nistru Otaci / Zimbru Chișinău)                                                    | 20          |
| 1995–1996 | Zimbru Chișinău        | Tiligul Tiraspol       | Constructorul Chișinău | Vladislav Gavriliuc (Zimbru Chișinău) (2)                                                               | 34          |
| 1996–1997 | Constructorul Chișinău | Zimbru Chișinău        | Tiligul Tiraspol       | Serghei Rogaciov (Constructorul Chișinău / Olimpia Bălți)                                               | 35          |
| 1997–1998 | Zimbru Chișinău        | Tiligul Tiraspol       | Constructorul Chișinău | Serghei Clescenco (Zimbru Chișinău)                                                                     | 25          |
| 1998–1999 | Zimbru Chișinău        | Constructorul Chișinău | Tiligul Tiraspol       | Serghei Rogaciov (Sheriff Tiraspol) (2)                                                                 | 21          |
| 1999–2000 | Zimbru Chișinău        | Sheriff Tiraspol       | Tiligul Tiraspol       | Serghei Rogaciov (Sheriff Tiraspol) (3)                                                                 | 20          |
| 2000–2001 | Sheriff Tiraspol       | Zimbru Chișinău        | Tiligul Tiraspol       | Ruslan Barburoș (Haiduc-Sporting / Agro Chișinău / Sheriff Tiraspol), Davit Mudzsiri (Sheriff Tiraspol) | 17          |
| 2001–2002 | Sheriff Tiraspol       | Nistru Otaci           | Zimbru Chișinău        | Ruslan Barburoș (Sheriff Tiraspol) (2)                                                                  | 17          |
| 2002–2003 | Sheriff Tiraspol       | Zimbru Chișinău        | Nistru Otaci           | Serghei Dadu (FC Tiraspol / Sheriff Tiraspol)                                                           | 19          |
| 2003–2004 | Sheriff Tiraspol       | Nistru Otaci           | Zimbru Chișinău        | Vladimir Shishelov (Zimbru Chișinău)                                                                    | 15          |
| 2004–2005 | Sheriff Tiraspol       | Nistru Otaci           | Dacia Chișinău         | Catalin Lichioiu (Nistru Otaci)                                                                         | 16          |
| 2005–2006 | Sheriff Tiraspol       | Zimbru Chișinău        | FC Tiraspol            | Aljakszej Kucsuk (Sheriff Tiraspol)                                                                     | 13          |
| 2006–2007 | Sheriff Tiraspol       | Zimbru Chișinău        | Nistru Otaci           | Aljakszej Kucsuk (Sheriff Tiraspol) (2)                                                                 | 17          |
| 2007–2008 | Sheriff Tiraspol       | Dacia Chișinău         | Nistru Otaci           | Igor Picușceac (FC Tiraspol / Sheriff Tiraspol)                                                         | 14          |
| 2008–2009 | Sheriff Tiraspol       | Dacia Chișinău         | Iskra-Stal Rîbnița     | Oleg Andronic (Zimbru Chișinău)                                                                         | 16          |
| 2009–2010 | Sheriff Tiraspol       | Iskra-Stal Rîbnița     | Olimpia Bălți          | Alexandru Maximov (FC Viitorul), Jymmy França (Sheriff Tiraspol)                                        | 13          |
| 2010–2011 | Dacia Chișinău         | Sheriff Tiraspol       | Milsami Orhei          | Gheorghe Boghiu (Milsami Orhei)                                                                         | 26          |
| 2011–2012 | Sheriff Tiraspol       | Dacia Chișinău         | Zimbru Chișinău        | Wilfried Balima (Sheriff Tiraspol)                                                                      | 18          |
| 2012–2013 | Sheriff Tiraspol       | Dacia Chișinău         | FC Tiraspol            | Gheorghe Boghiu (Milsami Orhei) (2)                                                                     | 16          |
| 2013–2014 | Sheriff Tiraspol       | FC Tiraspol            | Veris Chișinău         | Henrique Luvannor (Sheriff Tiraspol)                                                                    | 26          |
| 2014–2015 | Milsami Orhei          | Dacia Chișinău         | Sheriff Tiraspol       | Ricardinho (Sheriff Tiraspol)                                                                           | 19          |
| 2015–2016 | Sheriff Tiraspol       | Dacia Chișinău         | Zimbru Chișinău        | Danijel Subotić (Sheriff Tiraspol)                                                                      | 12          |
| 2016–2017 | Sheriff Tiraspol       | Dacia Chișinău         | Milsami Orhei          | Ricardinho (Sheriff Tiraspol) (2)                                                                       | 15          |
| 2017      | Sheriff Tiraspol       | Milsami Orhei          | Petrocub Hîncești      | Vitalie Damașcan (Sheriff Tiraspol)                                                                     | 13          |
| 2018      | Sheriff Tiraspol       | Milsami Orhei          | Petrocub Hîncești      | Vladimir Ambros (Petrocub Hîncești)                                                                     | 12          |
| 2019      | Sheriff Tiraspol       | Sfîntul Gheorghe       | Petrocub Hîncești      | Jurij Kendis (Sheriff Tiraspol)                                                                         | 12          |
| 2020–2021 | Sheriff Tiraspol       | Petrocub Hîncești      | Milsami Orhei          | Frank Castañeda (Sheriff Tiraspol)                                                                      | 28          |
| 2021–2022 | Sheriff Tiraspol       | Petrocub Hîncești      | Milsami Orhei          | Vladimir Ambros (Petrocub Hîncești) (2)                                                                 | 17          |

### Örökmérleg
| Csapat                 | Bajnoki címek | Ezüstérmes | Bronzérmes | Bajnoki évek |
| ---------------------- | ------------- | ---------- | ---------- | --- |
| Sheriff Tiraspol       | 20            | 2          | 1          | 2001, 2002, 2003, 2004, 2005, 2006, 2007, 2008, 2009, 2010, 2012, 2013, 2014, 2016, 2017, 2018, 2019, 2020/21, 2021/22 |
| Zimbru Chișinău        | 8             | 5          | 3          | 1992, 1993, 1994, 1995, 1996, 1998, 1999, 2000                                                                         |
| Dacia Chișinău         | 1             | 7          | 1          | 2011 |
| Constructorul Chișinău | 1             | 5          | 8          | 1997 |
| Milsami Orhei          | 1             | 2          | 4          | 2015 |
| Tiligul-Tiras Tiraspol | –             | 6          | 3          | |
| Nistru Otaci           | –             | 3          | 3          | |
| Petrocub Hîncești      | –             | 2          | 3          | |
| Iskra-Stal Rîbnița     | –             | 1          | 1          | |
| Sfîntul Gheorghe       | –             | 1          | –          | |
| Olimpia Bălți          | –             | –          | 2          | |
| Bugeac Comrat          | –             | –          | 1          | |
| Codru Călărași         | –             | –          | 1          | |
| Moldova Boroseni       | –             | –          | 1          | |
| Veris Chisinau         | –             | -          | 1          | |

## A bajnokság helyezése az UEFA-rangsorban
A bajnokság helyezése 2011-ben az UEFA rangsorában. (Dőlt betűvel az előző szezonbeli helyezés, zárójelben az UEFA-együttható).
- 31.  (29.)  Premier Division (8,708)
- 32.  (36.)  NB I (8,500)
- 32.  (34.)  Divizia Națională (7,749)
- 34.  (32.)  A Lyga (7,708)
- 35.  (33.)  Virslīga (7,415)